# Maria Olaru
Maria Olaru (Fălticeni, Rumania, 4 de junio de 1982) es una gimnasta artística rumana, campeona olímpica en 2000 en el concurso por equipos y dos veces campeona del mundo en el concurso por equipos y la general individual.

## Carrera deportiva
En el Mundial de Tianjin 1999 gana el oro en la general individual —por delante de la ucraniana Viktoria Karpenko y la rusa Elena Zamolodchikova—, la plata en salto de potro —tras la rusa Elena Zamolodchikova y su compatriota Simona Amanar— y el oro por equipos, por delante de Rusia y Ucrania.
En los JJ. OO. de Sídney (Australia) de 2000 consigue la medalla de plata en la general individual —tras su compatriota Simona Amanar y por delante de la china Liu Xuan— y el oro en la competición por equipos, por delante de Rusia y Estados Unidos, siendo sus compañeras de equipo: Simona Amânar, Loredana Boboc, Andreea Isărescu, Claudia Presacan y Andreea Răducan.